# Roussanne
Il Roussanne è un vitigno a bacca bianca originario della Valle del Rodano in Francia.